# Ганжа, Николай Алексеевич
Николай Алексеевич Ганжа (27 сентября 1947, село Лебедевка, теперь Сахновщинского района Харьковской области) — Народный депутат Украины 1-го созыва, Первомайский избирательный округ N 391, Харьковская область. Депутат Верховного Совета УССР 11-го созыва.

## Биография
Образование: Харьковский сельскохозяйственный институт им. В.Докучаева (1965—1969), экономист по бухучету в сельского хозяйства.
В марте 2006 года — кандидат в нардепы Украины от Народного блока Литвина, № 407 в списке. На время выборов: председатель Сахновщинской районной организации НП.
Народный депутат Украины 12 созыва с 03.1990 (2-й тур) до 04.1994, Первомайский выб. окр. № 391, Харьков. обл., член Комиссии по вопросам АПК. Группы «Аграрники», «Земля и воля».
- 09.-11.1969 — экономист колхоза имени Горького села Лебедевка Сахновщинского района Харьковской области.
- 11.1969-11.1970 — служба в армии, в/ч 40449, м. Горький.
- 12.1970-12.1975 — экономист колхоза имени Горького села Лебедевка Сахновщинского района Харьковской области.
- 1975 — член КПСС.
- 01.1976-04.1978 — секретарь партийной организации, заместитель председателя колхоза, 04.1978-08.1999 — председатель колхоза имени Горького Сахновщинского района.
- 08.1999-06.2001 — инженер по комплектации отдела снабжения АОЗТ «Харьковская бисквитная фабрика».
- 06.2001-03.2005 — председатель Сахновщинской райгосадминистрации.

Ордена Трудового Красного Знамени (1986), «Знак Почета» (1981).

## Семья
Украинец; мать — Мария Николаевна (1915) — пенс.; жена Лариса Григорьевна (1951) — учитель, начальник отдела по вопросам режимно-секретной работы аппарата райгосадминистрации; сын Дмитрий (1973) — м.н.с. Харьковского военного университета; дочь Татьяна (1979) — музыкант Харьковского института искусств.